# ليون ووكر
ليون ووكر هو مدرب كرة قدم ولاعب كرة قدم سويسري في مركز الهجوم، ولد في 29 يوليو 1937 في Brig, Switzerland ‏ في سويسرا، وتوفي في 29 أكتوبر 2006 في سيون في سويسرا. شارك مع منتخب سويسرا لكرة القدم. أما مع النوادي، فقد لعب مع نادي سيون.